# Louis Gareau
Pour le graveur, voir Louis Garreau.
Pour les articles homonymes, voir Gareau.
Louis Gareau, né le 28 mai 1769 à Éguilly (Côte d'or), et décédé le 30 mai 1813 à Ax-les-Thermes (Ariège), est un général français de la Révolution et de l’Empire.

## État de service
Il commence comme adjudant général chef de bataillon à l'Armée des côtes de Brest le 13 décembre 1793.
Nommé chef de bataillon à l'Armée des Pyrénées en 1795, puis adjudant général chef-de brigade à l'Armée d'Italie dans la division Sérurier et enfin nommé général de brigade le 11 mai 1799 après la bataille de Bassignana puis dans celle du général Grenier. 
Le 10 octobre 1799 il est transféré à l'île de Malte, il fut fait prisonnier en 1800 par les Anglais et libéré sur parole. À son retour en France, il fut nommé commandant des Alpes-Maritimes et de la 8e région militaire le 10 juin 1801. Accusé à tort d'avoir trafiqué avec les Anglais, il fut destitué le 1er décembre 1801. 
Réintégré le 10 août 1803 dans l'armée de Hollande, il reste sans commandement jusqu'au 5 avril 1804 où il fut nommé commandant de la Charente et de la 20e division militaire. Le 14 juin 1804, il fut décoré commandeur de la Légion d'honneur. Pendant les années 1807-1809, il fit partie de l'armée du royaume d'Italie à la tête de la 1re brigade de réserve d'infanterie de la division Seras, il servit comme commandement de la place de Brück jusqu'à la bataille de Wagram où il se blessa, puis en 1810-1811 à l'armée de Catalogne, chargé entre autres de surveiller la frontière dans le secteur de Puycerda avec une brigade de 2 000 hommes. 
Il est nommé baron d'Empire le 6 octobre 1810. Le 29 février 1812, il fut chargé de la réorganisation de la réserve de la dixième région militaire. Il meurt un an plus tard.
Sa propriété familiale, un château entouré d'un parc, est visible au village d'Éguilly (Côte-d'Or).